# سو غرافتون
سو غرافتون (بالإنجليزية: Sue Grafton)‏ (مواليد 24 أبريل 1940 في لويفيل - الوفاة 28 ديسمبر 2017)، هي روائية أمريكية، وكانت متخصصة بالأدب البوليسي، فقد اشتهرت بسلسلة قصص الجريمة الغامضة "أبجديات كينزي ميلون"، حيثُ كانت كل رواية تبدأ بحرف جديد من حروف الأبجدية. بدأت مسيرتها الأدبية سنة 1982 بأول رواية لها، لاحقاً ترجمت كتبها إلى 26 لغة مختلفة، وكانت تتصدر قوائم الكتب الأكثر مبيعاً في الولايات المتحدة.

## وصلات خارجية
- سو غرافتون على موقع IMDb (الإنجليزية)
- سو غرافتون على موقع الموسوعة البريطانية (الإنجليزية)
- سو غرافتون على موقع أول موفي (الإنجليزية)
- سو غرافتون على موقع قاعدة بيانات الأفلام السويدية (السويدية)
- سو غرافتون على موقع إن إن دي بي (الإنجليزية)
- سو غرافتون على موقع ديسكوغز (الإنجليزية)
- سو غرافتون على موقع قاعدة بيانات الفيلم (الإنجليزية)

- الموقع الرسمي